# I liga polska w piłce siatkowej mężczyzn (2025/2026)
Ten artykuł dotyczy przyszłego wydarzenia sportowego. Informacje w nim zawarte zmienią się w przyszłości.
I liga polska w piłce siatkowej mężczyzn (PLS 1. Liga) 2025/2026 – 21. sezon rozgrywek siatkarskich (po raz 8. jako liga profesjonalna) organizowanych przez Polska Liga Siatkówki SA na drugim poziomie ligowym.

## System rozgrywek[2]
Zmagania toczą się dwuetapowo:
- Etap I (dwurundowa faza zasadnicza) – przeprowadzona w formule ligowej, systemem kołowym (tj. "każdy z każdym – mecz i rewanż") Faza zasadnicza, klasyfikacja generalna – uwzględnia wyniki wszystkich rozegranych meczów, łącznie z meczami rozegranymi awansem. Punktacja: 3 pkt za wygraną 3:0 i 3:1, 2 pkt za wygraną 3:2, 1 pkt za porażkę 2:3, 0 pkt za przegraną 1:3 i 0:3.

Kolejność w tabeli po każdej kolejce rozgrywek (tabela) ustalana jest według liczby zdobytych punktów meczowych. W przypadku równej liczby punktów meczowych o wyższym miejscu w tabeli decyduje:
1. liczba wygranych meczów
2. lepszy (wyższy) stosunek setów zdobytych do straconych
3. lepszy (wyższy) stosunek małych punktów zdobytych do małych punktów straconych

Jeżeli mimo zastosowania powyższych reguł nadal nie można ustalić kolejności, o wyższej pozycji w tabeli decydować będą wyniki meczów rozegranych pomiędzy zainteresowanymi drużynami w danym sezonie.
- Etap II (faza play-off) – przeprowadzona w systemem pucharowym. Przystąpi do niej 8 najlepszych drużyn po fazie zasadniczej.

Runda 1.
(O miejsca 1-8) - O tytuł mistrza PLS 1. Ligi grają drużyny, które po zakończeniu fazy zasadniczej rozgrywek zajęły w tabeli miejsca od 1 do 8. Drużyny z miejsc 1-8; 2-7; 3-6; 4-5 utworzą pary meczowe, które zagrają o miejsca w 1/2 finału do dwóch wygranych meczów ze zmianą gospodarza po każdym meczu. Gospodarzami pierwszych spotkań będą zespoły, które po fazie zasadniczej rozgrywek zajęły wyższe miejsce w tabeli. 

Runda 2.
(O miejsca 1-4) - Zwycięzcy rywalizacji z rundy 1 zagrają w 1/2 finału o miejsca 1-4. W pierwszym półfinale zagrają zwycięzca rywalizacji 1-8 ze zwycięzcą rywalizacji 4-5. W drugim półfinale zagrają zwycięzca rywalizacji 2-7 ze zwycięzcą rywalizacji 3-6. Drużyny grają do dwóch wygranych meczów ze zmianą gospodarza po każdym meczu. Gospodarzami pierwszych spotkań będą zespoły, które po fazie zasadniczej rozgrywek zajęły wyższe miejsce w tabeli. 

Runda 3. 
(O miejsca 3-4) - Przegrany 1 półfinału gra z przegranym 2 półfinału, do dwóch wygranych meczów ze zmianą gospodarza po każdym meczu. Gospodarzem pierwszego spotkania będzie zespół, który po fazie zasadniczej rozgrywek zajął wyższe miejsce w tabeli. 
(O miejsca 1-2) - O tytuł mistrza PLS 1. Ligi. Zwycięzca 1. półfinału gra ze zwycięzcą 2. półfinału do trzech wygranych meczów ze zmianą gospodarza po każdym meczu. Gospodarzem pierwszego spotkania będzie zespół, który po fazie zasadniczej rozgrywek zajął wyższe miejsce w tabeli. 
O kolejności końcowej w przypadku odpadnięcia drużyn w tej samej rundzie i nie rozgrywania meczów o poszczególne miejsca decyduje kolejność po rundzie zasadniczej.  
Drużyny, które po zakończeniu fazy zasadniczej zajmą miejsca 9—15 kończą rozgrywki w sezonie 2025/2026.
Przegrani 1 rundy fazy play-off kończą rozgrywki w sezonie 2025/2026 zajmując miejsca 5-8. 
Drużyny, które zajmą dwa ostatnie miejsca w klasyfikacji końcowej fazy zasadniczej (z wyłączeniem drużyny SMS PZPS Spała) tracą uprawnienia do udziału w rozgrywkach PLS 1. Ligi w sezonie 2026/2027. 
Drużyna, która zajmie 1 lub 2 miejsce w klasyfikacji końcowej PLS 1. Ligi i spełni wymogi Regulaminu Profesjonalnego Współzawodnictwa PLS zostanie dopuszczona do udziału w rozgrywkach PlusLigi sezonu 2026/2027.

## Drużyny uczestniczące
| | Uczestnicy poprzedniej edycji  |    |
| --- | ------------------------------ | -- |
| KLU | KKS Mickiewicz Kluczbork       | 2  |
| SIE | KPS Siedlce                    | 3  |
| MJA | MCKiS Jaworzno                 | 4  |
| TMA | Lechia Tomaszów Mazowiecki     | 5  |
| RAD | Czarni Radom                   | 6  |
| BIE | BBTS Bielsko-Biała             | 7  |
| BYD | BKS Visła Bydgoszcz            | 8  |
| ŚWI | Avia Świdnik                   | 9  |
| NS | MKST Astra Nowa Sól            | 10 |
| ANI | CUK Anioły Toruń               | 11 |
| SMS | SMS PZPS Spała                 | 15 |
| | Spadek z PlusLigi              |    |
| NYS | Stal Nysa                      | 14 |
| KAT | GKS Katowice                   | 15 |
| BĘD | MKS Będzin                     | 16 |
| | Awans z II ligi                |    |
| GRO | UKS Sparta Grodzisk Mazowiecki | 1  |
| AUG | Necko Augustów                 | 2  |
| Oznaczenia: - kolumna pierwsza – skróty nazw drużyn, - kolumna trzecia – miejsce zajęte w poprzednim sezonie. |                                |    |

## Hale sportowe[3]
| Klub                       | Hala sportowa                                                          | Liczba miejsc |
| -------------------------- | ---------------------------------------------------------------------- | ------------- |
| Necko Augustów             | Hala Sportowa Augustów, ul. M.Konopnickiej 7                           | 498           |
| Nowak-Mosty MKS Będzin     | Będzin Arena Będzin, ul. Sportowa 20                                   | 2500          |
| BBTS Bielsko-Biała         | Hala Widowiskowo-Sportowa, ul. Karbowa 26                              | 4500          |
| BKS Visła Bydgoszcz        | Hala Immobile Łuczniczka                                               | 6082          |
| Sparta Grodzisk Mazowiecki | Hala Widowiskowo - Sportowa CAIIS Grodzisk Mazowiecki, ul. Sportowa 29 | 3007          |
| MCKiS Jaworzno             | Hala Widowiskowo-Sportowa, ul. Grunwaldzka 80                          | 1342          |
| GKS Katowice               | Ośrodek Sportowy Szopienice, ul. 11 Listopada 16                       | 1534          |
| KKS Mickiewicz Kluczbork   | Hala Ośrodka Sportu i Rekreacji, ul. Mickiewicza 7                     | 500           |
| MKST Astra Nowa Sól        | Hala Widowiskowo-Sportowa w Nowej Soli                                 | 1500          |
| PSG Stal Nysa              | Hala Widowiskowo-Sportowa Nysa, ul. Sudecka 23                         | 2500          |
| Czarni Radom               | Hala MOSiR im. Kazimierza Paździora                                    | 2500          |
| KPS Siedlce                | Hala sportowa Agencji Rozwoju Miasta Siedlce                           | 440           |
| SMS PZPS Spała             | Hala Centralnego Ośrodka Sportu                                        | 400           |
| Avia Świdnik               | Hala przy Szkole Podstawowej nr 7                                      | 500           |
| Lechia Tomaszów Mazowiecki | Arena Lodowa                                                           | 11000         |
| Anioły Toruń               | Hala Widowiskowo-Sportowa w Toruniu, ul. Przy Skarpie 13               | 1000          |

## Trenerzy
| Klub                       | Pierwszy trener     | Narodowość | Drugi trener        | Narodowość |
| -------------------------- | ------------------- | ---------- | ------------------- | ---------- |
| Necko Augustów             | Dmitriy Skori       | Rosja      | ?                   |            |
| Nowak-Mosty MKS Będzin     | Radosław Kolanek    | Polska     | Błażej Kuśmierz     | Polska     |
| BBTS Bielsko-Biała         | Serhij Kapelus      | Ukraina    | Adrian Hunek        | Polska     |
| BKS Visła Bydgoszcz        | Michal Masny        | Słowacja   | Adrian Pasierb      | Polska     |
| Sparta Grodzisk Mazowiecki | Tomasz Rosa         | Polska     | Szymon Szlendak     | Polska     |
| MCKiS Jaworzno             | Dawid Murek         | Polska     | Jacek Sowa          | Polska     |
| GKS Katowice               | Emil Siewiorek      | Polska     | Maciej Barczyński   | Polska     |
| KKS Mickiewicz Kluczbork   | Mariusz Łysiak      | Polska     | Dawid Obłąk         | Polska     |
| MKST Astra Nowa Sól        | Konrad Cop          | Polska     | Łukasz Durbajłło    | Polska     |
| PSG Stal Nysa              | Mark Lebedew        | Australia  | Tomasz Wasilkowski  | Polska     |
| Czarni Radom               | Krzysztof Michalski | Polska     | ?                   |            |
| KPS Siedlce                | Witold Chwastyniak  | Polska     | Mirosław Filimoniuk | Polska     |
| SMS PZPS Spała             | ?                   |            | ?                   |            |
| Avia Świdnik               | Jakub Guz           | Polska     | Cezary Kostaniak    | Polska     |
| Avia Świdnik               | Jakub Guz           | Polska     | Maciej Włodarczyk   | Polska     |
| Lechia Tomaszów Mazowiecki | Kamil Czapnik       | Polska     | Bartłomiej Rebzda   | Polska     |
| Anioły Toruń               | Marcin Kryś         | Polska     | Łukasz Detmer       | Polska     |

### Zmiany trenerów
| Klub           | Były trener         | Narodowość | Nowy trener         | Narodowość |
| -------------- | ------------------- | ---------- | ------------------- | ---------- |
| Przed sezonem  |                     |            |                     |            |
| MCKiS Jaworzno | Tomasz Wątorek      | Polska     | Dawid Murek         | Polska     |
| PSG Stal Nysa  | Francesco Petrella  | Włochy     | Mark Lebedew        | Australia  |
| Czarni Radom   | Dariusz Daszkiewicz | Polska     | Krzysztof Michalski | Polska     |

źródło: volleybox.net

## Rozgrywki

### Runda zasadnicza

#### Tabela
| Lp. | Drużyna                    | Pkt | Mecze | Mecze | Mecze | Rodzaj wyniku | Rodzaj wyniku | Rodzaj wyniku | Rodzaj wyniku | Rodzaj wyniku | Rodzaj wyniku | Sety | Sety | Sety  | Małe punkty | Małe punkty | Małe punkty |
| Lp. | Drużyna                    | Pkt | M     | W     | P     | 3:0           | 3:1           | 3:2           | 2:3           | 1:3           | 0:3           | wyg. | prz. | stos. | zdob.       | str.        | stos.       |
| --- | -------------------------- | --- | ----- | ----- | ----- | ------------- | ------------- | ------------- | ------------- | ------------- | ------------- | ---- | ---- | ----- | ----------- | ----------- | ----------- |
| 1   | GKS Katowice               | 0   | 0     | 0     | 0     | 0             | 0             | 0             | 0             | 0             | 0             | 0    | 0    | MAX   | 0           | 0           | MAX         |
| 2   | Lechia Tomaszów Mazowiecki | 0   | 0     | 0     | 0     | 0             | 0             | 0             | 0             | 0             | 0             | 0    | 0    | MAX   | 0           | 0           | MAX         |
| 3   | Czarni Radom               | 0   | 0     | 0     | 0     | 0             | 0             | 0             | 0             | 0             | 0             | 0    | 0    | MAX   | 0           | 0           | MAX         |
| 4   | BBTS Bielsko-Biała         | 0   | 0     | 0     | 0     | 0             | 0             | 0             | 0             | 0             | 0             | 0    | 0    | MAX   | 0           | 0           | MAX         |
| 5   | KPS Siedlce                | 0   | 0     | 0     | 0     | 0             | 0             | 0             | 0             | 0             | 0             | 0    | 0    | MAX   | 0           | 0           | MAX         |
| 6   | KKS Mickiewicz Kluczbork   | 0   | 0     | 0     | 0     | 0             | 0             | 0             | 0             | 0             | 0             | 0    | 0    | MAX   | 0           | 0           | MAX         |
| 7   | MCKiS Jaworzno             | 0   | 0     | 0     | 0     | 0             | 0             | 0             | 0             | 0             | 0             | 0    | 0    | MAX   | 0           | 0           | MAX         |
| 8   | BKS Visła Bydgoszcz        | 0   | 0     | 0     | 0     | 0             | 0             | 0             | 0             | 0             | 0             | 0    | 0    | MAX   | 0           | 0           | MAX         |
| 9   | Avia Świdnik               | 0   | 0     | 0     | 0     | 0             | 0             | 0             | 0             | 0             | 0             | 0    | 0    | MAX   | 0           | 0           | MAX         |
| 10  | MKST Astra Nowa Sól        | 0   | 0     | 0     | 0     | 0             | 0             | 0             | 0             | 0             | 0             | 0    | 0    | MAX   | 0           | 0           | MAX         |
| 11  | Anioły Toruń               | 0   | 0     | 0     | 0     | 0             | 0             | 0             | 0             | 0             | 0             | 0    | 0    | MAX   | 0           | 0           | MAX         |
| 12  | MKS Będzin                 | 0   | 0     | 0     | 0     | 0             | 0             | 0             | 0             | 0             | 0             | 0    | 0    | MAX   | 0           | 0           | MAX         |
| 13  | Sparta Grodzisk Mazowiecki | 0   | 0     | 0     | 0     | 0             | 0             | 0             | 0             | 0             | 0             | 0    | 0    | MAX   | 0           | 0           | MAX         |
| 14  | SMS PZPS Spała             | 0   | 0     | 0     | 0     | 0             | 0             | 0             | 0             | 0             | 0             | 0    | 0    | MAX   | 0           | 0           | MAX         |
| 15  | PSG Stal Nysa              | 0   | 0     | 0     | 0     | 0             | 0             | 0             | 0             | 0             | 0             | 0    | 0    | MAX   | 0           | 0           | MAX         |
| 16  | Necko Augustów             | 0   | 0     | 0     | 0     | 0             | 0             | 0             | 0             | 0             | 0             | 0    | 0    | MAX   | 0           | 0           | MAX         |

Źródło: PLS 1. Liga
Punktacja: 3:0 i 3:1 – 3 pkt; 3:2 – 2 pkt; 2:3 – 1 pkt; 1:3 i 0:3 – 0 pkt
Zasady ustalania kolejności: 1. liczba punktów; 2. stosunek setów; 3. stosunek małych punktów; 4. bilans w bezpośrednich meczach
     faza play-off
     spadek do II ligi

### Tabela wyników
| Gospodarz \ Gość1          | ANI | ŚWI | BYD | BIE | RAD | KAT | TMA | KLU | SIE | MJA | BĘD | NS | AUG | NYS | SMS | GRO |
| -------------------------- | --- | --- | --- | --- | --- | --- | --- | --- | --- | --- | --- | -- | --- | --- | --- | --- |
| Anioły Toruń               | -   | ?   | ?   | ?   | ?   | ?   | ?   | ?   | ?   | ?   | ?   | ?  | ?   | ?   | ?   | ?   |
| Avia Świdnik               | ?   | -   | ?   | ?   | ?   | ?   | ?   | ?   | ?   | ?   | ?   | ?  | ?   | ?   | ?   | ?   |
| BKS Visła Bydgoszcz        | ?   | ?   | -   | ?   | ?   | ?   | ?   | ?   | ?   | ?   | ?   | ?  | ?   | ?   | ?   | ?   |
| BBTS Bielsko-Biała         | ?   | ?   | ?   | -   | ?   | ?   | ?   | ?   | ?   | ?   | ?   | ?  | ?   | ?   | ?   | ?   |
| Czarni Radom               | ?   | ?   | ?   | ?   | -   | ?   | ?   | ?   | ?   | ?   | ?   | ?  | ?   | ?   | ?   | ?   |
| GKS Katowice               | ?   | ?   | ?   | ?   | ?   | -   | ?   | ?   | ?   | ?   | ?   | ?  | ?   | ?   | ?   | ?   |
| Lechia Tomaszów Mazowiecki | ?   | ?   | ?   | ?   | ?   | ?   | -   | ?   | ?   | ?   | ?   | ?  | ?   | ?   | ?   | ?   |
| KKS Mickiewicz Kluczbork   | ?   | ?   | ?   | ?   | ?   | ?   | ?   | -   | ?   | ?   | ?   | ?  | ?   | ?   | ?   | ?   |
| KPS Siedlce                | ?   | ?   | ?   | ?   | ?   | ?   | ?   | ?   | -   | ?   | ?   | ?  | ?   | ?   | ?   | ?   |
| MCKiS Jaworzno             | ?   | ?   | ?   | ?   | ?   | ?   | ?   | ?   | ?   | -   | ?   | ?  | ?   | ?   | ?   | ?   |
| MKS Będzin                 | ?   | ?   | ?   | ?   | ?   | ?   | ?   | ?   | ?   | ?   | -   | ?  | ?   | ?   | ?   | ?   |
| MKST Astra Nowa Sól        | ?   | ?   | ?   | ?   | ?   | ?   | ?   | ?   | ?   | ?   | ?   | -  | ?   | ?   | ?   | ?   |
| Necko Augustów             | ?   | ?   | ?   | ?   | ?   | ?   | ?   | ?   | ?   | ?   | ?   | ?  | -   | ?   | ?   | ?   |
| PSG Stal Nysa              | ?   | ?   | ?   | ?   | ?   | ?   | ?   | ?   | ?   | ?   | ?   | ?  | ?   | -   | ?   | ?   |
| SMS PZPS Spała             | ?   | ?   | ?   | ?   | ?   | ?   | ?   | ?   | ?   | ?   | ?   | ?  | ?   | ?   | -   | ?   |
| Sparta Grodzisk Mazowiecki | ?   | ?   | ?   | ?   | ?   | ?   | ?   | ?   | ?   | ?   | ?   | ?  | ?   | ?   | ?   | -   |

Źródło: siatka.org
1 Drużyna gospodarzy jest wymieniona po lewej stronie tabeli.
Kolory:
  zwycięstwo gospodarzy 3:0 lub 3:1
  zwycięstwo gospodarzy 3:2
  zwycięstwo gości 3:0 lub 3:1
  zwycięstwo gości 3:2

#### Wyniki spotkań
| Data       | Gospodarz | Rezultat | Gość |
| ---------- | --------- | -------- | ---- |
| 1. kolejka |           |          |      |
| ?          | ?         | ? (?)    | ?    |
| ?          | ?         | ? (?)    | ?    |
| ?          | ?         | ? (?)    | ?    |
| ?          | ?         | ? (?)    | ?    |
| ?          | ?         | ? (?)    | ?    |
| ?          | ?         | ? (?)    | ?    |
| ?          | ?         | ? (?)    | ?    |
| ?          | ?         | ? (?)    | ?    |

### Play-off

#### Ćwierćfinały
(do 2 zwycięstw)
| Data | Drużyna 1 | Wynik | Drużyna 2 | Sety |
| ---- | --------- | ----- | --------- | ---- |
|      |           |       |           |      |
|      |           |       |           |      |
|      |           |       |           |      |
|      |           |       |           |      |
|      |           |       |           |      |
|      |           |       |           |      |
|      |           |       |           |      |
|      |           |       |           |      |
|      |           |       |           |      |
|      |           |       |           |      |
|      |           |       |           |      |
|      |           |       |           |      |
|      |           |       |           |      |
|      |           |       |           |      |
|      |           |       |           |      |

#### Półfinały
(do 2 zwycięstw)
| Data | Drużyna 1 | Wynik | Drużyna 2 | Sety |
| ---- | --------- | ----- | --------- | ---- |
|      |           |       |           |      |
|      |           |       |           |      |
|      |           |       |           |      |
|      |           |       |           |      |
|      |           |       |           |      |
|      |           |       |           |      |

#### Mecze o 3. miejsce
(do 2 zwycięstw)
| Data | Drużyna 1 | Wynik | Drużyna 2 | Sety |
| ---- | --------- | ----- | --------- | ---- |
|      |           |       |           |      |
|      |           |       |           |      |

#### Finał
(do 3 zwycięstw)
| Data | Drużyna 1 | Wynik | Drużyna 2 | Sety |
| ---- | --------- | ----- | --------- | ---- |
|      |           |       |           |      |
|      |           |       |           |      |
|      |           |       |           |      |

## Klasyfikacja końcowa
| Lp. | Drużyna |
| --- | ------- |
| 1   | ?       |
| 2   | ?       |
| 3   | ?       |
| 4   | ?       |
| 5   | ?       |
| 6   | ?       |
| 7   | ?       |
| 8   | ?       |
| 9   | ?       |
| 10  | ?       |
| 11  | ?       |
| 12  | ?       |
| 13  | ?       |
| 14  | ?       |
| 15  | ?       |
| 16  | ?       |

     awans do PlusLigi
     spadek do II ligi

## Transfery[4]
Stan na 15 sierpnia 2025 r. (potwierdzone transfery).
| BBTS Bielsko-Biała        | BBTS Bielsko-Biała                                      | BBTS Bielsko-Biała                       |
| zostają                   | przychodzą                                              | odchodzą                                 |
| ------------------------- | ------------------------------------------------------- | ---------------------------------------- |
| Serhiy Kapelus (I trener) | Patrik Lamanec (Deya Volley)                            | Mykola Kuts (Barkom-Każany Lwów)         |
| Szymon Janus              | Bartosz Bućko (Belluno Volley)                          | Szymon Bereza (KKS Mickiewicz Kluczbork) |
| Szymon Romać              | Kajetan Tokajuk (Pierrot Czarni Radom)                  | Wojciech Szwed (szuka klubu)             |
| Bartosz Pietruczuk        | Jakob Solgaard Thelle (Le Plessis-Robinson Volley-Ball) | Łukasz Lubaczewski (szuka klubu)         |
| Kamil Dębski              | Marek Polok (Pierrot Czarni Radom)                      | Bartosz Kowalczyk (szuka klubu)          |
| Bartłomiej Zawalski       |                                                         |                                          |
| Mateusz Zawalski          |                                                         |                                          |
| Wojciech Siek             |                                                         |                                          |
| Marcel Chmielewski        |                                                         |                                          |
| Szymon Biniek             |                                                         |                                          |

| BKS Visła Proline Bydgoszcz | BKS Visła Proline Bydgoszcz                           | BKS Visła Proline Bydgoszcz                    |
| zostają                     | przychodzą                                            | odchodzą                                       |
| --------------------------- | ----------------------------------------------------- | ---------------------------------------------- |
| Michal Masný (I trener)     | Oliwier Winiarski (Eco Team AZS Stoelzle Częstochowa) | Maciej Krysiak (CUK Anioły Toruń)              |
| Błażej Bień                 | Dominik Rakowski (Nordenskov)                         | Adrian Kacperkiewicz (KPS Siedlce)             |
| Łukasz Szarek               | Sebastian Lisicki (REA BAS Białystok)                 | Grzegorz Jacznik (InPost ChKS Chełm)           |
| Emil Narkowicz              | Jakub Kraut (AZS AGH Kraków)                          | Tomasz Polczyk (Nowak-Mosty MKS Będzin)        |
| Patryk Mendel               | Adam Golik (Enea Energetyk Poznań)                    | Jędrzej Kaźmierczak (KKS Mickiewicz Kluczbork) |
| Bartosz Dzierżyński         | Tymon Ramotowski (Eco-Team AZS Stoelzle Częstochowa)  | Wojciech Malinowski (szuka klubu)              |
|                             | Iwo Grabek (BKS Chemik Bydgoszcz)                     | Adam Miniak (Pierrot Czarni Radom)             |
|                             | Mateusz Siwicki (Nowak-Mosty MKS Będzin)              |                                                |

| CUK Anioły Toruń       | CUK Anioły Toruń                             | CUK Anioły Toruń                                |
| zostają                | przychodzą                                   | odchodzą                                        |
| ---------------------- | -------------------------------------------- | ----------------------------------------------- |
| Marcin Kryś (I trener) | Maciej Krysiak (BKS Visła Proline Bydgoszcz) | Bartosz Grzona (Camper Wyszków)                 |
| Łukasz Sternik         | Błażej Podleśny (Maccabi Tel Aviv)           | Łukasz Walawender (Camper Wyszków)              |
| Jakub Skadorwa         | Kamil Urbańczyk (AZS AGH Kraków)             | Łukasz Detmer (zakończył karierę)               |
| Robert Brzóstowicz     | Adrian Andruszkiewicz (SPS Cargill Słupca)   | Mateusz Piotrowski (Sparta Grodzisk Mazowiecki) |
| Mateusz Podborączyński | Markus Kosian (KPS Siedlce)                  | Maciej Borris (Kifissia Volley)                 |
| Adam Surgut            | Konrad Jankowski (PGE Stal Nysa)             | Isbel Mesa Sandoval (szuka klubu)               |
| Łukasz Kalinowski      | Łukasz Tynecki (Gwardia Wrocław)             | Sławomir Stolc (MCKiS Jaworzno)                 |
|                        | Luis Paolinetti (Grand Nancy Volley-Ball)    | Bartłomiej Dorosz (szuka klubu)                 |

| GKS Katowice              | GKS Katowice                                        | GKS Katowice                             |
| zostają                   | przychodzą                                          | odchodzą                                 |
| ------------------------- | --------------------------------------------------- | ---------------------------------------- |
| Emil Siewiorek (I trener) | Wojciech Włodarczyk (PSG Stal Nysa)                 | Bartosz Mariański (Ślepsk Malow Suwałki) |
| Piotr Fenoszyn            | Michał Superlak (VfB Friedrichshafen)               | Aymen Bouguerra (Wolfdogs Nagoya)        |
| Damian Domagała           | Mateusz Łysikowski (PZL Leonardo Avia Świdnik)      | Bartosz Gomułka (PGE Projekt Warszawa)   |
| Krzysztof Gibek           | Gonzalo Quiroga (Tours Volley-Ball)                 | Joshua Tuaniga (Jastrzębski Węgiel)      |
| Bartłomiej Krulicki       | Bartosz Schmidt (Steam Hemarpol Norwid Częstochowa) | Alexander Berger (Belluno Volley)        |
| Damian Hudzik             | Grzegorz Pająk (Nowak-Mosty MKS Będzin)             | Łukasz Usowicz (Jastrzębski Węgiel)      |
| Maciej Wóz                | Kajetan Marek (PGE GiEK Skra Bełchatów)             | Jewgienji Kisiluk (szuka klubu)          |
| Patryk Waloch             |                                                     |                                          |

| KKS Mickiewicz Kluczbork  | KKS Mickiewicz Kluczbork                          | KKS Mickiewicz Kluczbork                            |
| zostają                   | przychodzą                                        | odchodzą                                            |
| ------------------------- | ------------------------------------------------- | --------------------------------------------------- |
| Mariusz Łysiak (I trener) | Radosław Gil (ZAKSA Kędzierzyn-Koźle)             | Michał Kozłowski (KPS Siedlce)                      |
| Mateusz Linda             | Jakub Rybicki (MKST Astra Nowa Sól)               | Arkadiusz Olczyk (IM Rekord Volley Jelcz-Laskowice) |
| Paweł Gryc                | Michał Gawrzydek (MKST Astra Nowa Sól)            | Janusz Górski (IM Rekord Volley Jelcz-Laskowice)    |
| Artur Pasiński            | Jędrzej Kaźmierczak (BKS Visła Proline Bydgoszcz) | Mariusz Magnuszewski (szuka klubu)                  |
| Kacper Szpałek            | Szymon Bereza (BBTS Bielsko-Biała)                | Dawid Kuźmiczonek (szuka klubu)                     |
| Bartłomiej Janus          | Tomasz Kalembka (Pierrot Czarni Radom)            | Kamil Długosz (szuka klubu)                         |
| Marcin Jaskuła            | Kamil Maruszczyk (Nowak-Mosty MKS Będzin)         | Wiktor Mielczarek (MCKiS Jaworzno)                  |
| Michał Łysiak             |                                                   |                                                     |
| Konrad Mucha              |                                                   |                                                     |

| KPS Siedlce                   | KPS Siedlce                                        | KPS Siedlce                                  |
| zostają                       | przychodzą                                         | odchodzą                                     |
| ----------------------------- | -------------------------------------------------- | -------------------------------------------- |
| Witold Chwastyniak (I trener) | Marcel Bakaj (AZS AGH Kraków)                      | Dawid Sokołowski (PZL Leonardo Avia Świdnik) |
| Tymon Majewski-Nowak          | Bartosz Chromik (MOS Wola Tramwaje Warszawskie)    | Krzysztof Rykała (PZL Leonardo Avia Świdnik) |
| Jakub Wiśniewski              | Bartłomiej Wójcik (Nowak-Mosty MKS Będzin)         | Markus Kosian (CUK Anioły Torun)             |
| Michał Grabek                 | Michał Kozłowski (KKS Mickiewicz Kluczbork)        | Jakub Sadkowski (Nowak-Mosty MKS Będzin)     |
| Bartosz Tomczak               | Dawid Libera (MOS Wola Tramwaje Warszawskie)       | Rafał Prokopczuk (Bogdanka LUK Lublin)       |
|                               | Kamil Momot (SMS PZPS Spała)                       | Jakub Tubiak (szuka klubu)                   |
|                               | Mikolaj Miszczuk (REA BAS Białystok)               | Jędrzej Bąkiewicz (szuka klubu)              |
|                               | Adrian Kacperkiewicz (BKS Visła Proline Bydgoszcz) | Adrian Potera (szuka klubu)                  |
|                               | Damian Czetowicz (STS Olimpia Sulęcin)             | Jakub Czyżowski (Sparta Grodzisk Mazowiecki) |
|                               | Przemysław Kupka (Volejbal Nitra)                  | Kacper Myśków (SPS Cargil Słupca)            |
|                               | Patryk Czyrniański (Necko Augustów)                |                                              |

| Lechia Tomaszów Mazowiecki | Lechia Tomaszów Mazowiecki         | Lechia Tomaszów Mazowiecki                             |
| zostają                    | przychodzą                         | odchodzą                                               |
| -------------------------- | ---------------------------------- | ------------------------------------------------------ |
| Kamil Czapnik (I trener)   | Jakub Rutkowski (Sparta Kraków)    | Konrad Kundera (Międzyrzeckie Towarzystwo Siatkarskie) |
| Dawid Suski                | Tytus Nowik (MKST Astra Nowa Sól)  | Jakub Nowak (Steam Hemarpol Norwid Częstochowa)        |
| Adrian Kopij               | Jakub Abramowicz (PSG Stal Nysa)   | Oskar Woźny (Barkom-Każany Lwów)                       |
| Filip Balasz               | Jakub Zimoląg (REA BAS Białystok)  | Wiktor Musiał (PSG Stal Nysa)                          |
| Marcel Hendzelewski        | Oskar Kukie (SMS PZPS Spała)       | Filip Toma (szuka klubu)                               |
| Wiktor Przybyłek           | Miłosz Kotela (SMS PZPS Spała)     | Piotr Kecher (Międzyrzeckie Towarzystwo Siatkarskie)   |
| Dominik Jaglarski          | Artur Brzostowicz (AZS AGH Kraków) | Przemysław Toma (koniec kariery)                       |
| Igor Zawadzki              |                                    |                                                        |

| MCKiS Jaworzno       | MCKiS Jaworzno                                 | MCKiS Jaworzno                                     |
| zostają              | przychodzą                                     | odchodzą                                           |
| -------------------- | ---------------------------------------------- | -------------------------------------------------- |
| Michał Szczechowicz  | Dawid Murek (I trener, Nowak-Mosty MKS Będzin) | Tomasz Wątorek (I trener, PGE GiEK Skra Bełchatów) |
| Oskar Wojtaszkiewicz | Piotr Janusz (REA BAS Białystok)               | Jakub Turski (InPost ChKS Chełm)                   |
| Karol Borończyk      | Patryk Cichosz-Dzyga (STS Olimpia Sulęcin)     | Karol Rawiak (PZL Leonardo Avia Świdnik)           |
| Patryk Strzeżek      | Sławomir Stolc (CUK Anioły Toruń)              | Radosław Puczkowski (Nowak-Mosty MKS Będzin)       |
| Dominik Czerny       | Jakub Serewis (Pierrot Czarni Radom)           | Maksym Kędzierski (PGE GiEK Skra Bełchatów)        |
| Mateusz Pietras      | Wiktor Mielczarek (KKS Mickiewicz Kluczbork)   | Adam Horoszkiewicz (AZS AGH Kraków)                |
| Paweł Żeliński       | Jakub Dereń (AZS AGH Kraków)                   | Jakub Gaweł (szuka klubu)                          |
| Michał Klimkowski    |                                                |                                                    |

| MKST Astra Nowa Sól   | MKST Astra Nowa Sól                                    | MKST Astra Nowa Sól                         |
| zostają               | przychodzą                                             | odchodzą                                    |
| --------------------- | ------------------------------------------------------ | ------------------------------------------- |
| Konrad Cop (I trener) | Bartłomiej Potrykus (AZS AGH Kraków)                   | Tytus Nowik (Lechia Tomaszów Mazowiecki)    |
| Artur Becker          | Jakub Potempa (Trefl Gdańsk)                           | Jakub Rybicki (KKS Mickiewicz Kluczbork)    |
| Igor Rybak            | Jakub Kaliszuk (AZS AGH Kraków)                        | Michał Gawrzydek (KKS Mickiewicz Kluczbork) |
| Piotr Śliwka          | Fabian Leitermeier (STS Olimpia Sulęcin)               | Kamil Durski (szuka klubu)                  |
| Ernest Kaciczak       | Filip Popiwczak (Nowak-Mosty MKS Będzin)               | Michał Hoszman (szuka klubu)                |
| Oskar Laskowski       | Aleksander Maciejewski (MOS Wola Tramwaje Warszawskie) | Igor Woźniak (SPS Cargil Słupca)            |
| Patryk Foltynowicz    | Kacper Pakos (BS Żagań WKS Sobieski Żagań)             | Damian Biliński (szuka klubu)               |
|                       | Piotr Lipiński (WKS Sobieski Arena Żagań)              | Dominik Wągiel (szuka klubu)                |
|                       | Marcel Woźny (Akademia Astry Nowa Sól)                 | Kamil Drzazga (Sparta Grodzisk Mazowiecki)  |

| Necko Augustów           | Necko Augustów                              | Necko Augustów                   |
| zostają                  | przychodzą                                  | odchodzą                         |
| ------------------------ | ------------------------------------------- | -------------------------------- |
| Oleg Krikun              | Filip Jarosiński (WKS Wieluń)               | Kacper Kędra (Þróttur Reykjavík) |
| Piotr Łukasik            | Maksymilian Opioła (AKS V LO Rzeszów)       | Eryk Murawko (szuka klubu)       |
| Łukasz Rudzewicz         | Damian Baran (Union Raiffeisen Waldviertel) | Patryk Czyrniański (KPS Siedlce) |
| Jakub Krupiński          | Jakub Cholewiński (SPS Chrobry Głogów)      | Jakub Sutryk (szuka klubu)       |
| Konrad Buczek            | Patryk Rodek (Trefl Gdańsk II)              |                                  |
| Kacper Taudul            |                                             |                                  |
| Dmitriy Skori (I trener) |                                             |                                  |
| Radosław Sterna          |                                             |                                  |
| Kamil Kulbacki           |                                             |                                  |
| Jakub Konieczny          |                                             |                                  |

| Nowak-Mosty MKS Będzin      | Nowak-Mosty MKS Będzin                        | Nowak-Mosty MKS Będzin                        |
| zostają                     | przychodzą                                    | odchodzą                                      |
| --------------------------- | --------------------------------------------- | --------------------------------------------- |
| Radosław Kolanek (I trener) | Dawid Gruszczyński (REA BAS Białystok)        | Dominik Depowski (PSG Stal Nysa)              |
| Mateusz Szpernalowski       | Tomasz Polczyk (BKS Visła Proline Bydgoszcz)  | Bartłomiej Wójcik (KPS Siedlce)               |
| Patryk Szwaradzki           | Maciej Ptaszyński (PZL Leonardo Avia Świdnik) | Kamil Maruszczyk (KKS Mickiewicz Kluczbork)   |
| Artur Ratajczak             | Mariusz Połyński (PZL Leonardo Avia Świdnik)  | Filip Popiwczak (MKST Astra Nowa Sól)         |
|                             | Jakub Sadkowski (KPS Siedlce)                 | Damian Schulz (Trefl Gdańsk)                  |
|                             | Radosław Puczkowski (MCKiS Jaworzno)          | Grzegorz Pająk (GKS Katowice)                 |
|                             | Maciej Nowosiak (ZAKSA Kędzierzyn-Koźle)      | Valerii Todua (SL Benfica)                    |
|                             | Maciej Sas (STS Olimpia Sulęcin)              | Mateusz Siwicki (BKS Visła Proline Bydgoszcz) |
|                             | Miłosz Wróbel (Asseco Resovia Rzeszów)        | Maciej Olenderek (PGE Projekt Warszawa)       |
|                             | Kacper Wnuk (AZS AGH Kraków)                  | Brandon Koppers (Projekt Warszawa)            |
|                             | Ryszard Sałata (Trefl Gdańsk)                 | Luka Tadić (szuka klubu)                      |
|                             |                                               | Igor Grycz (szuka klubu)                      |

| PSG Stal Nysa       | PSG Stal Nysa                                          | PSG Stal Nysa                                 |
| zostają             | przychodzą                                             | odchodzą                                      |
| ------------------- | ------------------------------------------------------ | --------------------------------------------- |
| Patryk Szczurek     | Mark Lebedew (I trener, Nova Technology Lycurgus B.V.) | Wojciech Włodarczyk (GKS Katowice)            |
| Kamil Kosiba        | Dimítris Moúchlias (PAOK Thessaloniki)                 | Jakub Abramowicz (Lechia Tomaszów Mazowiecki) |
| Dominik Kramczyński | Max Schulz (Lindemans Aalst)                           | Konrad Jankowski (CUK Anioły Toruń)           |
| Jakub Olejniczak    | Dominik Depowski (Nowak-Mosty MKS Będzin)              | Remigiusz Kapica (InPost ChKS Chełm)          |
|                     | Dawid Pawlun (VC Greenyard Maaseik)                    | Michał Gierżot (Jastrzębski Węgiel)           |
|                     | Wiktor Rajsner (Tours Volley-Ball)                     | Dawid Dulski (Nice Volley-Ball)               |
|                     | Bartłomiej Mordyl (Trefl Gdańsk)                       | Kellian Motta Paes (AS Cannes)                |
|                     | Adam Kowalski (BR Volleys)                             | Kamil Szymura (PGE GiEK Skra Bełchatów)       |
|                     | Maciej Pacholski (Enea Energetyk Poznań)               | Nicolas Zerba (Arago de Sete)                 |
|                     | Rafał Putkowski (AZS AGH Kraków)                       | Zouheir El Graoui (PGE GiEK Skra Bełchatów)   |
|                     | Wiktor Musiał (Lechia Tomaszów Mazowiecki)             |                                               |

| PZL Leonardo Avia Świdnik | PZL Leonardo Avia Świdnik                              | PZL Leonardo Avia Świdnik                                     |
| zostają                   | przychodzą                                             | odchodzą                                                      |
| ------------------------- | ------------------------------------------------------ | ------------------------------------------------------------- |
| Jakub Guz (I trener)      | Jaromir Orlicz (Międzyrzeckie Towarzystwo Siatkarskie) | Mateusz Łysikowski (GKS Katowice)                             |
| Krzysztof Pigłowski       | Igor Oziabło (AZS AGH Kraków)                          | Rafał Obermeler (Camper Wyszków)                              |
| Tomasz Kryński            | Dawid Sokołowski (KPS Siedlce)                         | Maciej Ptaszyński (Nowak-Mosty MKS Będzin)                    |
| Marcin Ociepski           | Adrian Gwardiak (REA BAS Białystok)                    | Mariusz Połyński (Nowak-Mosty MKS Będzin)                     |
| Hubert Piwowarczyk        | Dawid Hajbowicz (UKS Sparta Grodzisk Mazowiecki)       | Marcel Kapuściński (szuka klubu)                              |
| Konrad Machowicz          | Wiktor Borkowski (Metro Family Warszawa)               | Michał Krawczyk (szuka klubu)                                 |
| Tomasz Kuś                | Krzysztof Rykała (KPS Siedlce)                         | Mikołaj Kałkowski (Huragan Volley Club Błonie)                |
|                           | Karol Rawiak (MCKiS Jaworzno)                          | Aleksander Czerwiński (Międzyrzeckie Towarzystwo Siatkarskie) |

| SMS PZPS Spała | SMS PZPS Spała | SMS PZPS Spała                              |
| zostają        | przychodzą     | odchodzą                                    |
| -------------- | -------------- | ------------------------------------------- |
|                |                | Kamil Momot (KPS Siedlce)                   |
|                |                | Jakub Kiedos (Norwid Częstochowa)           |
|                |                | Oskar Kukie (Lechia Tomaszów Mazowiecki)    |
|                |                | Miłosz Kotela (Lechia Tomaszów Mazowiecki)  |
|                |                | Bartosz Chrzanowski (Enea Energetyk Poznań) |
|                |                | Aleksander Nowik (InPost ChKS Chełm)        |

| Sparta Grodzisk Mazowiecki | Sparta Grodzisk Mazowiecki               | Sparta Grodzisk Mazowiecki                            |
| zostają                    | przychodzą                               | odchodzą                                              |
| -------------------------- | ---------------------------------------- | ----------------------------------------------------- |
| Tomasz Rosa (I trener)     | Mikołaj Słotarski (Bogdanka LUK Lublin)  | Dawid Hajbowicz (PZL Leonardo Avia Świdnik)           |
| Marcin Karakuła            | Mateusz Piotrowski (CUK Anioły Toruń)    | Filip Troczyński (szuka klubu)                        |
| Mateusz Cackowski          | Bartosz Michalak (STS Olimpia Sulęcin)   | Wiktor Kłęk (Leo Shoes Casarano Volley)               |
| Bartosz Stępień            | Jakub Czyżowski (KPS Siedlce)            | Przemysław Czado (szuka klubu)                        |
| Bartłomiej Skorek          | Kamil Drzazga (MKST Astra Nowa Sól)      | Mateusz Lewoc (Międzyrzeckie Towarzystwo Siatkarskie) |
| Jakub Buczek               | Tomasz Gawron (Volley Strzelce Opolskie) | Maciej Tupta (szuka klubu)                            |
| Kamil Leliwa               |                                          | Tomasz Belczyk (szuka klubu)                          |
| Michał Gregorowicz         |                                          |                                                       |
| Dariusz Bonisławski        |                                          |                                                       |

| Pierrot Czarni Radom | Pierrot Czarni Radom                                 | Pierrot Czarni Radom                       |
| zostają              | przychodzą                                           | odchodzą                                   |
| -------------------- | ---------------------------------------------------- | ------------------------------------------ |
| Paweł Filipowicz     | Krzysztof Michalski (I trener, Indykpol AZS Olsztyn) | Jakub Rohnka (Camper Wyszków)              |
| Bartosz Sławiński    | Kacper Gonciarz (InPost ChKS Chełm)                  | Jan Siemiątkowski (Camper Wyszków)         |
| Patryk Szymański     | Rafał Faryna (Neftochimik Burgas)                    | Kajetan Tokajuk (BBTS Bielsko-Biała)       |
|                      | Adam Kornak (RCS Czarni Radom)                       | Mariusz Schamlewski (Trefl Gdańsk)         |
|                      | Kamil Kowalczyk (RCS Czarni Radom)                   | Jakub Serewis (MCKiS Jaworzno)             |
|                      | Szymon Rakowski (InPost ChKS Chełm)                  | Tomasz Kalembka (KKS Mickiewicz Kluczbork) |
|                      | Michał Kowal (AZS AGH Kraków)                        | Marek Polok (BBTS Bielsko-Biała)           |
|                      | Jakub Urbanowicz (EnergyTime Campobasso)             |                                            |
|                      | Adam Miniak (Lechia Tomaszów Mazowiecki)             |                                            |
|                      | Jędrzej Ziółkowski (Krishome KPS Września)           |                                            |
|                      | Michał Wójcik (MOK Mursa Osijek)                     |                                            |